# Farol da Lagoa Azul
O Farol da Lagoa Azul, é um farol são-tomense que se localiza no morro do Carregado, um promontório junto da Lagoa Azul, a cerca de 15 Km a NW da Cidade de São Tomé, na costa norte da ilha de mesmo nome, distrito da Lobata.
Coluna de betão com secção em cruz, pintada com faixar horizontais brancas e vermelhas, com lanterna e galeria e 7 metros de altura.

## Cronologia
Inaugurado a 12 de Setembro de 1997, projectado e edificado pela Marinha de Guerra Portuguesa, ao abrigo dos acordos de Cooperação Técnico Militar Luso-Santomense.

## Características
Características da Luz (fl. 1s, ec. 2s, fl. 1s, ec. 11s). Alimentado a energia solar.

## Informações
- Uso actual: ajuda activa à navegação
- Acesso: 15 Km por estrada desde São Tomé
- Aberto ao público: local aberto
- Nº internacional: D-4243
- Nº NGA: 25183[3]
- Nº ARLHS: SAO-010[4]